# QLogic

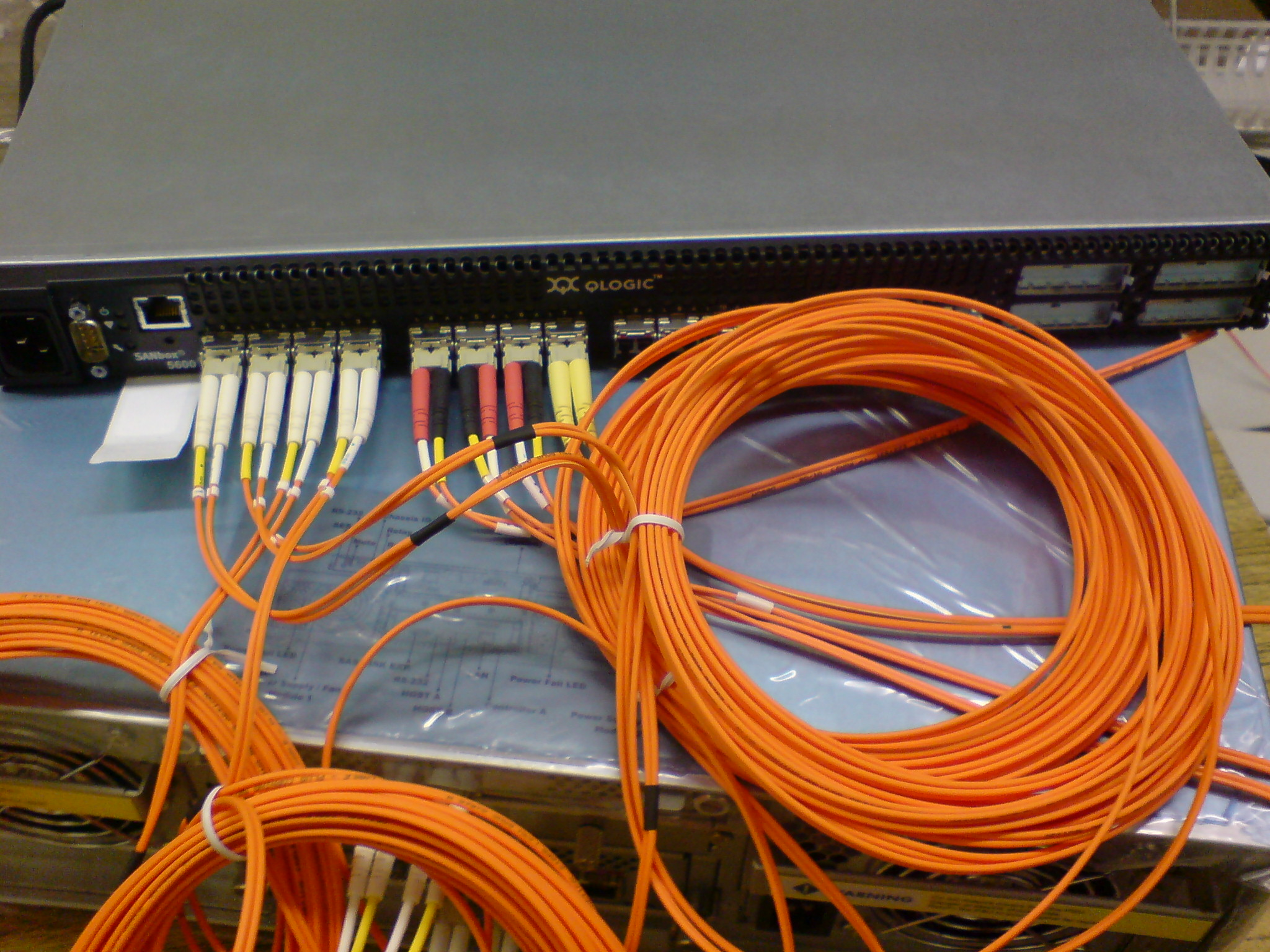
QLogic SANbox 5600

QLogic Corporation est une société américaine spécialisée dans le stockage et l'infrastructure de stockage en réseau.
Elle a été fondée en 1992, et son siège est situé à Aliso Viejo en Californie. La société compte 933 employés dans le monde en 2007.
Parmi ses produits figurent les HBA, des adaptateurs réseau et des switchs SAN.